# Jonny Brodzinski
Jonathan „Jonny“ Brodzinski (* 19. Juni 1993 in Blaine, Minnesota) ist ein US-amerikanischer Eishockeyspieler, der seit Oktober 2020 bei den New York Rangers in der National Hockey League unter Vertrag steht und parallel für deren Farmteam, das Hartford Wolf Pack, in der American Hockey League zum Einsatz kommt.

## Karriere
Jonny Brodzinski spielte in seiner Jugend für das Team der Blaine High School in seiner Heimatstadt, bevor er im Frühjahr 2011 zu den Fargo Force in die United States Hockey League (USHL) wechselte, die höchste Juniorenliga der USA. Dort war er in der Spielzeit 2011/12 aktiv und schrieb sich anschließend an der St. Cloud State University ein, für deren Huskies er fortan am Spielbetrieb der National Collegiate Athletic Association (NCAA) teilnahm. Als Freshman überzeugte der Angreifer in der Spielzeit 2012/13 mit 33 Scorerpunkten aus 42 Spielen sowie einer Plus/Minus-Statistik von +28, sodass er im folgenden NHL Entry Draft 2013 an 148. Position von den Los Angeles Kings ausgewählt wurde. In der Folgesaison erreichte er einen Punkteschnitt von über 1,0 pro Spiel und wurde infolgedessen ins NCHC First All-Star Team gewählt. Nachdem der Center für eine weitere Spielzeit zu den Huskies zurückgekehrt war, statteten ihn die Los Angeles Kings im April 2015 mit einem Einstiegsvertrag aus.
Zum Spieljahr 2015/16 wechselte Brodzinski somit in die Organisation der Kings und wurde fortan bei deren Farmteam, den Ontario Reign, in der American Hockey League (AHL) eingesetzt. Während der Saison 2016/17 erzielte der US-Amerikaner dort 49 Punkte in 59 Spielen und vertrat die Reign beim AHL All-Star Classic. Darüber hinaus debütierte er im März 2017 für die Kings in der National Hockey League (NHL) und kam dort fortan – neben gelegentlichen Wechseln in die AHL – regelmäßig zum Einsatz. Im Juli 2019 wechselte er schließlich als Free Agent zu den San Jose Sharks, ebenso wie in gleicher Weise im Oktober 2020 zu den New York Rangers.

## Erfolge und Auszeichnungen
- 2015 NCHC First All-Star Team
- 2017 Teilnahme am AHL All-Star Classic

## Karrierestatistik
Stand: Ende der Saison 2024/25
(Legende zur Spielerstatistik: Sp oder GP = absolvierte Spiele; T oder G = erzielte Tore; V oder A = erzielte Assists; Pkt oder Pts = erzielte Scorerpunkte; SM oder PIM = erhaltene Strafminuten; +/− = Plus/Minus-Bilanz; PP = erzielte Überzahltore; SH = erzielte Unterzahltore; GW = erzielte Siegtore; 1 Play-downs/Relegation; Kursiv: Statistik nicht vollständig)

## Persönliches
Sein Vater Mike Brodzinski spielte ebenso an der St. Cloud State University und war anschließend kurzzeitig für die Peoria Rivermen in der International Hockey League im Profibereich aktiv. Seine Brüder Michael Brodzinski (* 1995), Easton Brodzinski (* 1996) und Bryce Brodzinski (* 2000) sind ebenfalls Eishockeyspieler, wobei Michael im gleichen NHL Entry Draft sieben Positionen vor Jonny von den San Jose Sharks ausgewählt wurde.